# Cratichneumon fugitivus
Cratichneumon fugitivus är en stekelart som först beskrevs av Johann Ludwig Christian Gravenhorst 1829.  Cratichneumon fugitivus ingår i släktet Cratichneumon och familjen brokparasitsteklar. Arten är reproducerande i Sverige. Inga underarter finns listade i Catalogue of Life.